# Новый (Советский район)
Новый — поселок в Советском районе Кировской области в составе Родыгинского сельского поселения. 

## География
Находится на расстоянии примерно 2 километра по прямой на юг от районного центра города Советск.

## История
Известен с 1978 года, в 1989 году проживал 441 житель.

## Население
Постоянное население составляло 337 человек (русские 99%) в 2002 году, 300 в 2010.